# Vilar de Santos
Vilar de Santos ist eine spanische Gemeinde (Concello) mit 795 Einwohnern (Stand: 2024) in der Provinz Ourense der Autonomen Gemeinschaft Galicien.

## Geografie
Vilar de Santos liegt ca. 23 Kilometer südsüdöstlich der Provinzhauptstadt Ourense in einer durchschnittlichen Höhe von ca. 630 m.

## Bevölkerungsentwicklung der Gemeinde
Legende: Villar de Santos___Vilar de Santos

Quelle: INE-Archiv – grafische Aufarbeitung für Wikipedia

## Gemeindegliederung
Die Gemeinde Vilar de Santos ist in zwei Parroquias gegliedert:
| Parroquias        | Patrozinium | Einwohner 2024 | Fläche km² | Dichte Einw./km² | Höhe msnm | Ortskennzahl |
| ----------------- | ----------- | -------------- | ---------- | ---------------- | --------- | ------------ |
| Parada de Outeiro | Santa María | 376            | 11,49      | 33               | 648       | 32090010000  |
| Vilar de Santos   | San Xoán    | 416            | 9,22       | 45               | 684       | 32090020000  |

## Wirtschaft
| Ackerbau, Viehzucht und Fischerei                                                  | 032 | 012,80 |
| Industrie                                                                          | 026 | 010,40 |
| Bauwirtschaft                                                                      | 028 | 011,20 |
| Dienstleistungsbetriebe                                                            | 164 | 065,60 |
| Total                                                                              | 250 | 100,00 |
| * Daten aus dem Statistischen Amt für Wirtschaftliche Entwicklung in Galicien, IGE |     |        |

## Sehenswürdigkeiten
- Marienkirche in Parada de Outeiro
- Johanniskirche in Vilar de Santos

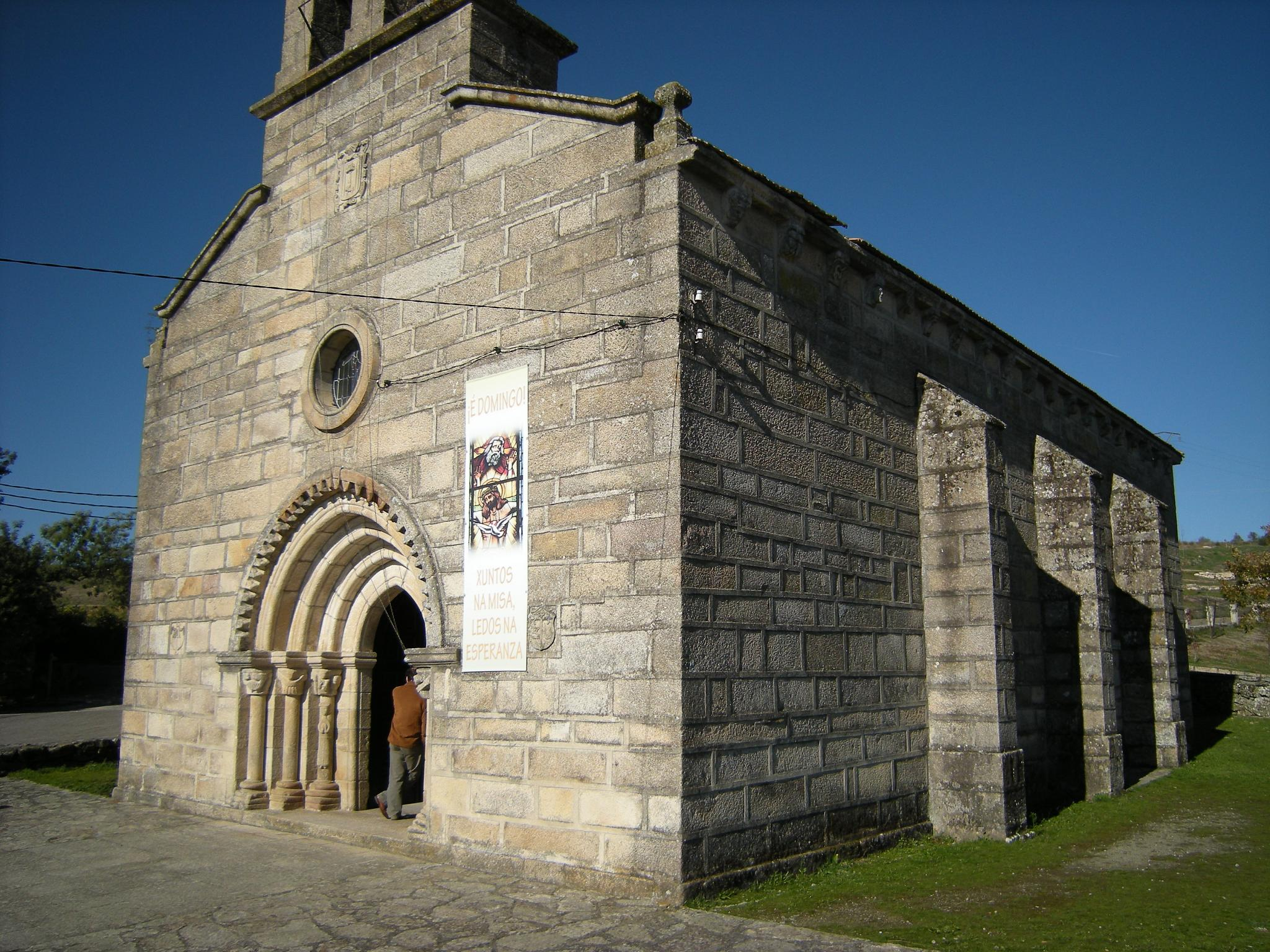
Johanniskirche
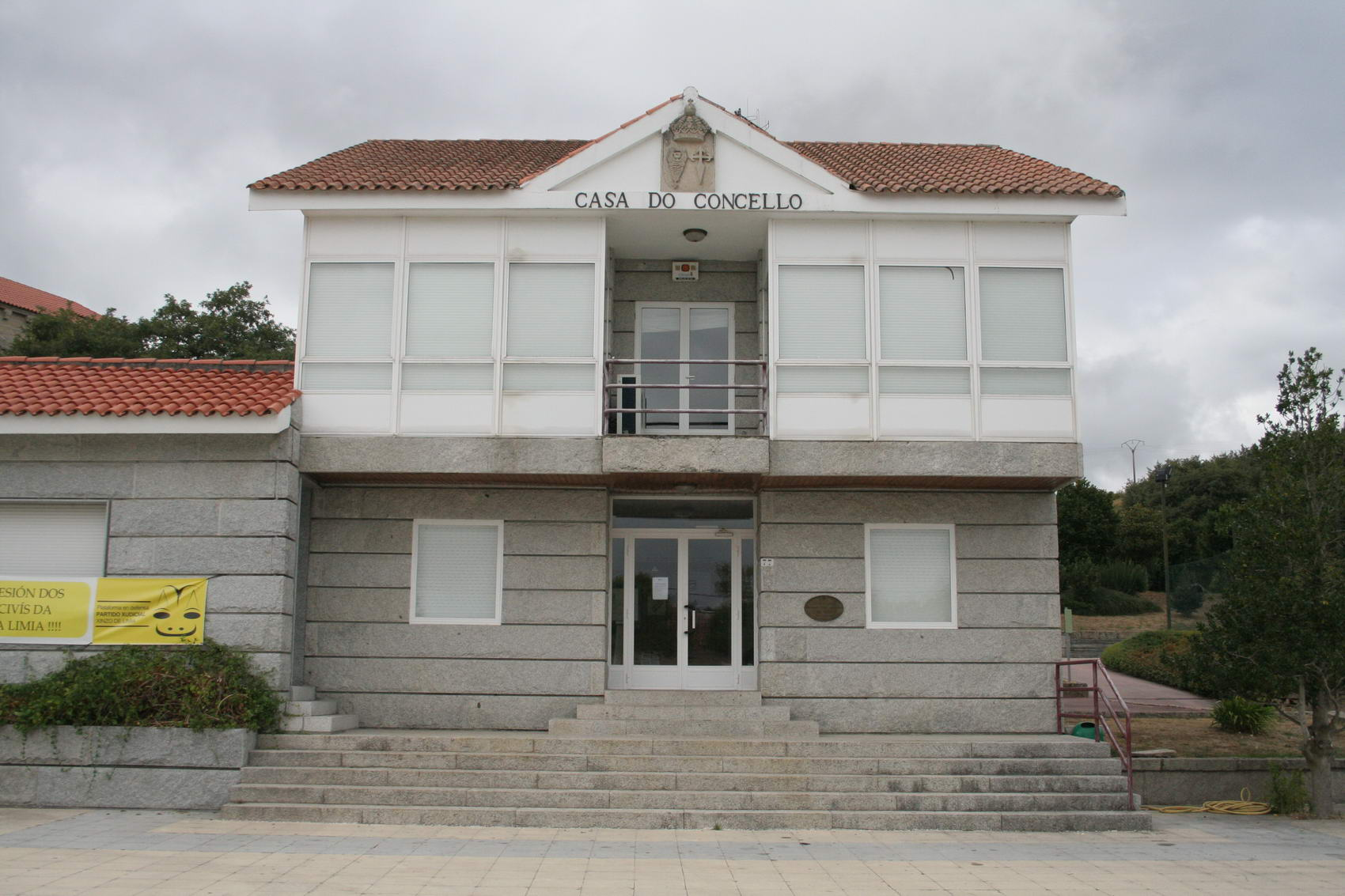
Rathaus